# Općina Vipava
Općina Vipava (slo.:Občina Vipava) je općina na zapadu Slovenije u pokrajini Primorskoj i statističkoj regiji Goriškoj. Središte općine je naselje Vipava s 1.566 stanovnika. 

## Zemljopis
Općina Vipava nalazi se na zapadu Slovenije, u središnjem dijelu općine nalazi gornji dio doline rijeke Vipave. Na sjeveru se nalazi planina Trnovski Gozd, a na istoku planina Nanos. 
U općini vlada umjereno kontinentalna klima. Najvažniji vodotok u općini je rijeka Vipava, a svi manji vodotoci su njeni pritoci.

## Naselja u općini
Duplje, Erzelj, Goče, Gradišče pri Vipavi, Hrašče, Lozice, Lože, Manče, Nanos, Orehovica, Podbreg, Podgrič, Podnanos, Podraga, Poreče, Sanabor, Slap, Vipava, Vrhpolje, Zemono

## Vanjske poveznice
- Službena stranica općine